# Ratchapong Anomakiti
Ratchapong Anomakiti (รัชพงศ์ อโนมกิติ; nascido em 26 de março de 1994), mais conhecido como Poppy (ป๊อปปี้), é um ator, apresentador de televisão, mestre de cerimônias e modelo tailandês.

## Início da vida e educação
Poppy nasceu na Tailândia em 26 de março de 1994. Ele é irmão mais novo do ator Parnupat Anomakiti (Park) com quem co-estrelou na série Why R U? (2020). Ele se formou como bacharel pela Faculdade de Ciências da Universidade de Chulalongkorn.

## Carreira
Em 2018, Poppy competiu na 2ª Temporada do The Face Men Thailand e foi vice-campeão. Em 2020, ele fez sua estreia como ator na televisão como Junior, personagem coadjuvante na série Why R U?. Desde então, ele seguiu tendo papéis coadjuvantes em séries como Porpla em YYY (2020), Jap em Lovely Writer (2021), Foei em Cutie Pie (2022), Ton em Love Mechanics (2022), Don em Chains of Heart (2023) e Khanun em Step by Step (2023).

## Filmografia

### Televisão
| Ano  | Título                          | Personagem                    | Notas            | Canal               |
| ---- | ------------------------------- | ----------------------------- | ---------------- | ------------------- |
| 2020 | Why R U?                        | Junior                        | Papel recorrente | LINE TV, One31      |
| 2020 | YYY                             | Porpla                        | Papel recorrente | LINE TV             |
| 2021 | Lovely Writer                   | Jap                           | Papel recorrente | Channel 3, WeTV     |
| 2021 | Y-Destiny                       | Homem sem-teto (Ep. 13)       | Papel convidado  | AIS Play            |
| 2022 | Cutie Pie                       | Foei                          | Papel recorrente | Workpoint TV, iQIYI |
| 2022 | Star and Sky: Star in My Mind   | Buay (Ep. 8)                  | Papel convidado  | GMM 25              |
| 2022 | Star and Sky: Sky in Your Heart | Buay (Ep. 3)                  | Papel convidado  | GMM 25              |
| 2022 | Love Mechanics                  | Ton                           | Papel recorrente | WeTV                |
| 2022 | War of Y                        |                               | Papel convidado  | AIS Play            |
| 2022 | You Are My Make Up Artist       |                               | Papel convidado  | Channel 3           |
| 2023 | Chains of Heart                 | Don                           | Papel recorrente | Channel 3, iQIYI    |
| 2023 | Royal Doctor                    | Estudante de medicina (Ep. 3) | Papel convidado  | Channel 3           |
| 2023 | Step by Step                    | Khanun                        | Papel recorrente | One31, WeTV         |
| 2023 | When a Snail Falls in Love      | Nick                          | Papel recorrente | TencentVideo, WeTV  |
| 2023 | Naughty Babe                    | Foei (Ep. 8)                  | Papel convidado  | One31, iQIYI        |
| 2023 | Marry’s Mission                 | Best                          | Papel recorrente |                     |
| 2024 | To Be Continued                 | Peh                           | Papel recorrente | Channel 3           |
| 2024 | Battle of the Writers           | Andy Lee (Ep. 8)              | Papel convidado  | iQIYI               |
| 2024 | Your Sky                        | Ton                           | Papel convidado  | One31, iQIYI        |
| 2025 | Game of Succession              |                               | Cameo            | Channel 3           |
| 2025 | Knock Out                       | Poppy (Ep. 11)                | Papel convidado  | WeTV                |
| 2025 | Dating Game                     | Pao                           | Papel recorrente |                     |
| 2025 | Zomvivor                        |                               | Papel principal  |                     |
| 2025 | HugELhee the Musical            | Thi                           | Papel recorrente |                     |
| TBA  | Restart                         |                               | Papel principal  |                     |
| TBA  | Punk Spy                        | Heng                          | Papel principal  |                     |
| TBA  | Love Puzzle                     | Pokpong                       | Papel recorrente |                     |
| TBA  | Ho Tua Di                       |                               |                  |                     |

## Prêmios e indicações
| Associações      | Ano  | Categoria              | Nomeações | Resultado |
| ---------------- | ---- | ---------------------- | --------- | --------- |
| YUniverse Awards | 2022 | Melhor Amigo Solidário | Cutie Pie | Indicado  |
| YUniverse Awards | 2023 | Melhor Coadjuvante     | Cutie Pie | Indicado  |